# 日本軍
日本軍（にほんぐん、にっぽんぐん）は、広義には日本が有する軍隊のことであるが、狭義には第二次世界大戦前の大日本帝国が保持していた軍隊（日本陸軍と日本海軍の両軍）を指す。

## 概略
第二次世界大戦の敗戦により解体されたため、戦後は旧日本軍（きゅうにほんぐん、きゅうにっぽんぐん）、旧軍（きゅうぐん）などと略称する。
また、戦前からの名称・呼称としては陸海軍（りくかいぐん）、帝国陸海軍（ていこくりくかいぐん）、国軍（こくぐん）、皇軍（こうぐん、すめらみくさ）、官軍（かんぐん）などがある。
戦後、日本の防衛組織として創設された「自衛隊（陸上自衛隊・海上自衛隊・航空自衛隊）」については、日本国内では「日本軍」と称されることはほとんどない。日本語以外の言語地域では正式には英語名称で「Japan Self-Defense Force」など「自衛隊」に相当する語で表現するが、「日本軍」に相当する語（「Japanese Military」、「Japanese Army」など）で表す場合もある。本項では「旧日本軍」について詳述する。

## 組織
天皇の統帥の下に陸軍と海軍があり、それぞれ陸軍大臣と海軍大臣が軍政について天皇を輔弼し、参謀総長（陸軍）と軍令部総長（海軍）が軍令を統括した。陸軍の総軍・方面軍・軍の司令官、師団長、海軍の艦隊司令長官・鎮守府司令長官は天皇に直隷する親補職として軍隊（部隊）を指揮統率した。独立した空軍（日本空軍）は存在せず、陸海軍にそれぞれ航空部隊があり各個の軍・艦隊等に隷属し運用されていた（陸軍航空部隊・海軍航空部隊）。
概ね昭和10年代初めの平時編制として、陸軍は内地が東部、中部、西部に区分されてそれぞれの地域に防衛司令部が設置され、また、内地に14個師団と北海道に1個師団が配備されていた。朝鮮には朝鮮軍司令部と2個師団が、台湾には台湾軍司令部と台湾守備隊が、関東州・満洲には関東軍司令部と関東軍守備隊が置かれている。海軍は平時編制ではまず艦船を現役艦と予備艦に分け、現役艦を以って第一艦隊と第二艦隊から構成される連合艦隊、または警備艦として鎮守府に所属した。
天皇（最高指揮官たる大元帥）
- 元帥府 - 天皇に対する軍事問題の最高顧問。元帥によって構成される。法的に定められた職責はない。
- 軍事参議院 - 重大な軍事問題についての天皇の諮問を受け、意見を上奏する合議機関。
- （大本営 - 戦争・事変の勃発を受けて、必要に応じて参謀本部と軍令部をもって設置する。）
- 陸軍（陸軍大臣・参謀総長・教育総監の三職を特に「陸軍三長官」と呼称した）
  - 陸軍大臣 - 国務大臣の一人として、陸軍省を統括し、軍政について天皇を輔弼する。
  - 参謀総長 - 帷幄の機関の長として、天皇に直隷し参謀本部（戦時は大本営陸軍部）を統括し、作戦計画・動員計画（軍令）などを掌る。
  - 教育総監 - 将兵の教育（軍学校）を掌る。
    - 防衛司令官（東部：東京警備司令官、中部：第4師団長、西部：第12師団長）
    - 朝鮮軍司令官
    - 台湾軍司令官
    - 関東軍司令官（内地の師団が満洲駐剳となり関東軍の指揮下に入った。昭和12年（1937年）当時は第1師団・第2師団・第4師団・第12師団が駐剳任務に就いていた）
    - 支那駐屯軍司令官
    - 各軍司令官・師団長
- 海軍
  - 海軍大臣 - 国務大臣の一人として、海軍省を統括し、軍政について天皇を輔弼する。
  - 軍令部総長 - 帷幄の機関の長として、天皇に直隷して軍令部（戦時は大本営海軍部）を統括し、作戦計画・動員計画（軍令）などを掌る。
    - 艦隊司令長官（連合艦隊司令長官、支那方面艦隊司令長官など、複数の艦隊司令長官を指揮下に置く場合もある）
    - 鎮守府司令長官
- 陸海軍共通の特務機関
  - 侍従武官府
  - 東宮武官
  - 皇族附武官
  - 駐在武官

### 管区
陸軍は、本国（内地）と外地（朝鮮や台湾などの大日本帝国外地）の一部を管区で区分した。
1873年（明治6年）から1888年（明治21年）までは軍管・師管、1888年（明治21年）からは1896年（明治29年）まで師管・大隊区、1896年（明治29年）から1940年（昭和15年）までは師管・連隊区、1940年（昭和15年）から1945年（昭和20年）までは軍管区・師管・連隊区、1945年（昭和20年）に軍管区・師管区・連隊区という階層で大きな区分と小さな区分を設けた。各地にある部隊は原則として所在する管区から徴集された兵士で構成された。
海域も領海を海軍区によって区分して、そこに軍港・要港を置いた。軍港が横須賀とされた第一海軍区、呉とされた第二海軍区、佐世保とされた第三海軍区、舞鶴とされた第四海軍区に分けて、これをさらに陸上区画と海上区画に分けた。各海軍区は軍港の鎮守府が管轄して要港は警備 府が置かれた。

## 歴史

### 起源
日本では江戸時代後期に蘭学の興隆によりヨーロッパの軍制が部分的に紹介され、嘉永6年（1853年）の黒船来航などで対外的脅威により、江戸幕府や諸藩では西洋式軍隊の創設を開始する。幕府はフランス式陸軍を採用し、軍事顧問を招いて装備の導入や軍隊（幕府陸軍、幕府海軍）の編成を行い、長州藩、薩摩藩、佐賀藩でも軍制改革が行われた。江戸時代の幕藩体制においては軍事に従事するのは武士階級のみであったが、長州藩で設立された奇兵隊などは、農民や町人などが混成した民兵部隊であった。慶応3年10月14日(1867年11月9日)の大政奉還、王政復古により江戸幕府は消滅し明治新政府が誕生。慶応3年11月(1867年12月)、薩摩藩・寺島宗則は、土地と人民を朝廷に返還するよう求める建白書を藩主の島津忠義に提出。
その後、旧幕府を擁護する勢力と朝廷が対立し、慶応4年1月3日(1868年1月27日)、鳥羽・伏見の戦いが勃発。慶応4年2月(1868年3月)、島津忠義は御親兵創設の費用として10万石を「返献」。薩摩、長州、土佐は軍事力を中核として朝廷を助け、諸藩もこれに従い、旧幕府勢力と戊辰戦争を戦った。

### 創設
戊辰戦争で勝利した板垣退助は、御親兵の創設を構想して、明治2年5月(1869年6月)、旧幕側フランス人将校・アントアンや、旧伝習隊・沼間守一らを土佐藩・迅衝隊の軍事顧問に採用。フランス式練兵を行い、さらに国民皆兵を断行するため、明治3年12月24日(1871年2月13日)、全国に先駆けて「人民平均の理」を布告し、四民平等に国防の任に帰する事を宣した。こうして、幕府により導入された西洋式軍制は明治新政府に引き継がれ、新政府は富国強兵を国策に掲げ、明治4年（1871年）2月には長州藩出身の大村益次郎の指揮で明治天皇の親衛を名目に薩摩、長州、土佐藩の兵からなるフランス式兵制の御親兵6,000人を創設。常備軍として廃藩置県を行うための軍事的実力を確保した。この御親兵が近衛師団の前身にあたる。

### 発展
明治4年（1871年）4月の設立当初は鎮台制と呼ばれる組織体系の下、士族反乱である佐賀の乱や西南戦争など内乱鎮圧を主たる任務とした。徴兵制度の施行に伴い国民軍としての体裁を整えていった。その後陸軍は鎮台を廃止し師団制に移行。海外において外国軍隊との戦争を行いうる軍制に移行した。設立の基礎が明治維新時の薩長軍であったために永らく藩閥支配が払拭できず、陸軍では長州藩、海軍では薩摩藩の出身者が要職を固めた。明治5年（1872年）に陸軍省が兵部省から分離し、明治11年（1878年）には参謀本部が独立する。新政府は廃藩置県や廃刀令で武士階級を事実上消滅させた後、明治6年（1873年）に徴兵令を施行する。陸軍卿には奇兵隊出身の山縣有朋、海軍卿には勝海舟が就任する。山縣は普仏戦争（1870年）でプロイセンが勝利した事をうけ、フランス式の軍制からドイツ式への転換を行った。海軍は当初からイギリス式の軍制に倣って編成された。
陸海軍共に初期の仮想敵国はロシアであったが、日露戦争後は陸軍はロシア革命後のソビエト連邦を、海軍はアメリカを仮想敵国と見なして軍備をすすめた。明治期においては兵器類はフランスやイギリスなどから購入していたが、日露戦争前後からは小火器を筆頭に次第に国産化がすすみ、明治期末から大正期にはアジアの軍事大国として列強の一員となった。

## 軍事機構の問題

### 政戦略の不一致
国家が国防方針を策定する場合には国家戦略と軍事戦略との整合性が重要であり、この整合を「政戦略の一致」と言う。大正・昭和に入ると、日本軍の統帥権の独立を巡って軍部が政府と対立するという深刻な政軍関係上の問題が発生することになり、この政治的対立によって政戦略の不一致がもたらされることになった。
明治22年（1889年）に制定された大日本帝国憲法第11条にある「天皇ハ陸海軍ヲ統帥ス」という文言は、統帥権すなわち軍事作戦に関する命令・実行の権限が、行政・司法・立法から独立していることを保障したものとする憲法解釈が次第に行われるようになる。これは立憲君主制に基づいた、陸軍は陸軍大臣の輔弼（ほひつ）、海軍は海軍大臣の輔翼（ほよく）責任のもと政府と陸軍省・海軍省の統制下にあり、統帥大権も統治大権と同じく大臣の補弼責任の下にあり、決して統帥大権の独立を保障するものではないという解釈に反し、総理大臣や帝国議会が軍事に干渉することは出来ず、政治と軍事が対等の地位に定められることになった。
これは満洲事変や日中戦争（支那事変）で軍が政府の方針を無視して独走し、それを政府が追認するという事態が生じた。また、昭和期に入って軍部大臣現役武官制が復活したことによって、軍部が陸海軍大臣を推薦しなければ内閣が組織できなくなり、軍部の政治権力の強化に利用されることにもなった。
この統帥システムはプロイセンの軍制を模範として考案されたものであり、軍隊が政治指導者の政治的意図で利用されることを防いだり、作戦行動の秘密を保全する目的があった。しかし、実際には大日本帝国憲法の統帥権の独立は政略不一致をもたらす大きな要因となった。

### 統合運用の障害
統合運用とは軍種間で脅威認識や国防方針を一致させ、平時においては共同の作戦計画準備や訓練を行うことによって、統合化を行ったうえで運用する方式である。大日本帝国憲法第11条での陸海軍の並立の規定は、歴史的な陸海軍の政治対立もあって、この統合運用体制の確立を阻害する一因となった。
明治初期には兵部卿が陸海軍の軍令と軍政を一元的に統括していたが、明治5年（1872年）に軍隊の巨大化に伴って軍政機関が陸軍省と海軍省に分けられた。明治11年（1878年）には軍令機関の参謀本部が設置されて三元化する。明治19年（1886年）に陸海軍統合軍令機関である統合参謀本部（国防省・防衛省に相当）に類するものが設置されることが決定したが、後に陸軍参謀本部と海軍参謀本部に再び軍令機関が二元化した。明治36年（1903年）には海軍の軍令機関である軍令部が設置され、その後に陸海の軍令・軍政の統一的な統制を行う機関は整備されることはなかった。
僅かではあるが、昭和20年（1945年）5月1日、大本営に設置された海運総監部により国家船舶の一元的運営が開始されたことで、陸海軍における輸送船の共通運用や護送問題解消が実現したが、既に制海権は失われつつあり時を逸したものとなった。
統合運用の体制の不備は陸海軍の国防思想の不整合、作戦行動における不和、時には陸海軍の内部対立までをも生み出し、旧日本軍の統合運用を決定的に困難なものにした。

### 会計規律
1945年（昭和20年）の終戦後、連合国軍最高司令官総司令部は陸軍、海軍の資産の調査を行った。この結果、戦局が逼迫した1937年（昭和12年）以降、政府に対して経費に関し何ら報告を行っていないこと、主計関係者も2-3年遅れの取りまとめしか行っていないことが明らかになった。連合国が把握した陸海軍が保管する金・銀の保有額は同年10月時点で1200万ドル以上に達したが、大蔵省は軍が貴金属を保管している事実を把握していなかった。

## 旧日本軍関連年表

### 明治期
- 明治03年（1870年）兵制統一布告（陸軍はフランス式、海軍はイギリス式と定める）
- 明治04年（1871年）薩摩・長州・土佐からの献兵による御親兵が編成される
- 明治06年（1873年）徴兵令の布告
- 明治07年（1874年）佐賀の乱、台湾出兵
- 明治08年（1875年）江華島事件
- 明治09年（1876年）熊本神風連の乱・秋月の乱・萩の乱
- 明治10年（1877年）西南戦争
- 明治15年（1882年）軍人勅諭発布
- 明治21年（1888年）陸軍参謀本部条例・海軍軍令部条例・師団司令部条例公布
- 明治22年（1889年）大日本帝国憲法発布
- 明治23年（1890年）大日本帝国憲法施行
- 明治26年（1893年）戦時大本営条例を公布
- 明治27年（1894年）日清戦争
- 明治28年（1895年）日清戦争終結。日本軍、下関条約にもとづき台湾を接収
- 明治32年（1899年）義和団事変
- 明治33年（1900年）軍部大臣現役武官制を確立、北清事変
- 明治37年（1904年）日露戦争
- 明治38年（1905年）樺太作戦、日露戦争終結

### 大正期
- 大正02年（1913年）軍部大臣を予備役・後備役・退役将官からの登用が可能となる
- 大正03年（1914年）シーメンス事件、第一次世界大戦（青島の戦い）
- 大正07年（1918年）シベリア出兵、第一次世界大戦終結
- 大正08年（1919年）関東軍司令部条例公布
- 大正09年（1920年）尼港事件
- 大正11年（1921年）ワシントン軍縮会議
- 大正12年（1923年）甘粕事件
- 大正14年（1925年）シベリア出兵終了、宇垣軍縮

### 昭和期
- 昭和02年（1927年）
  - 第一次山東出兵
  - 第一次南京事件
- 昭和03年（1928年）
  - 第二次山東出兵
  - 済南事件
  - 張作霖爆殺事件
- 昭和05年（1930年）
  - ロンドン海軍軍縮会議
  - 台湾霧社事件
- 昭和06年（1931年）
  - 三月事件
  - 満洲事変
  - 十月事件
- 昭和07年（1932年）
  - 五・一五事件
  - 満洲国建国
- 昭和09年（1934年）
  - ワシントン海軍軍縮条約破棄
- 昭和11年（1936年）
  - 二・二六事件
  - 軍部大臣現役武官制復活
  - 日独防共協定
- 昭和12年（1937年）
  - 日中戦争（支那事変）
    - 盧溝橋事件
    - 通州事件
    - 南京事件
- 昭和13年（1938年）
  - 張鼓峰事件
  - 国家総動員法公布
- 昭和14年（1939年）
  - ノモンハン事件
- 昭和15年（1940年）
  - 北部仏印進駐
  - 日独伊三国同盟（日独伊三国軍事同盟）
- 昭和16年（1941年）
  - 南部仏印進駐
  - 対米英宣戦布告、太平洋戦争（大東亜戦争）開戦、南方作戦（マレー作戦・真珠湾攻撃他）
- 昭和17年（1942年）
- フィリピン攻略
- インド洋作戦
- 珊瑚海海戦
- 蘭印作戦
- ダッチハーバー空襲
- ミッドウェー海戦
- 昭和18年（1943年）
  - ガダルカナル島の戦い
  - 海軍甲事件
  - アッツ島の戦い
  - キスカ島撤退作戦
- 昭和19年（1944年）
  - 海軍乙事件
  - インパール作戦
  - 大陸打通作戦
  - マリアナ・パラオ諸島の戦い
  - サイパンの戦い
  - フィリピン防衛戦
  - 特別攻撃隊創設
- 昭和20年（1945年）
  - 2月 ヤルタ会談
  - 3月 東京大空襲、硫黄島の戦い
  - 4月 沖縄戦
  - 8月 広島・長崎に原子爆弾投下
ソビエト連邦対日参戦（樺太の戦い・占守島の戦い）
ポツダム宣言受諾（日本の降伏）
連合国軍占領開始
ソ連軍が南樺太・千島列島を占拠
  - 9月2日 - 戦艦ミズーリ艦上で日本の降伏文書調印式（日本の降伏・全軍に戦闘停止・武装解除命令）・大東亜戦争（太平洋戦争）及び第二次世界大戦終結
ソ連が北方領土を占拠
  - 10月 軍令部解体
  - 11月 陸軍省・海軍省解体、第一復員省・第二復員省に改組、参謀本部解体
- 昭和21年（1946年）
  - 5月 極東国際軍事裁判開廷
  - 11月3日 - 日本国憲法公布
- 昭和22年（1947年）
  - 5月3日 - 日本国憲法施行
- 昭和25年（1950年）
  - 8月10日 - 警察予備隊創設
- 昭和27年（1952年）
  - 4月28日 - 日本国との平和条約・旧日米安全保障条約発効、連合国軍占領終了・在日米軍駐留継続
  - 8月10日 - 保安隊改組
- 昭和29年（1954年）
  - 7月1日 - 「自衛隊（陸上・海上・航空）」創設、防衛庁設置（平成19年（2007年）1月9日に「防衛省」へ移行）
- 昭和35年（1960年）
  - 6月23日 - 新日米安全保障条約発効